# 人間主義ユダヤ教
人間主義ユダヤ教 (ヘブライ語: יהדות הומניסטית‎יהדות הומניסטית Yahdut Humanistit)は、現代のユダヤ人の生活における、有神論でない代替宗教を提供する　ユダヤ教運動である。これは、ユダヤ教をユダヤ人の文化的、歴史的な経験として定義し、ユダヤ教の祝日と、伝承文学を利用しそれを超える霊感を与える儀式を伴うライフサイクル・イベント（結婚式やbar and bat mitzbahsなど）に参加することによって、ユダヤ人としてのアイデンティティを称賛することを人間主義的で非宗教的なユダヤ人に奨励する。
その哲学的基礎は、以下のアイデアを含む:
- ユダヤ人とは、ユダヤ系の人々の歴史、 文化、将来と一体感を持つ人である;
- ユダヤ教はユダヤ系の人々の歴史上存在した文化であり、宗教はその文化のただの一部にすぎない;
- ユダヤ人のアイデンティティは、自由で多元的な環境において最もよく維持される;
- 人々は、超自然的な権力者とは独立して自らの生を形作ることに対する権限と責任を持つ;
- 倫理や道徳は人々の要求に応えるものであるべきであり、選択は予め規定された規則や戒律よりも行動の結果に基づいてなされるべきである;
- ユダヤ人の歴史は、すべての歴史と同様に、人のサガであり、人の権限と責任の重要性の証である。 聖書やその他の伝統的な文書は、人間活動の産物であり、考古学やその他の科学的分析によって最もよく理解される;
- ユダヤ人の自由と尊厳は、すべての人間の自由と尊厳と連携しなければいけない;[1]

## 起源
現在の形では、人間主義ユダヤ教は1963年に シャーウィン・ワイン師によって創立された。 師はミシガン州の小さな非宗教的で非有神論的な集団で改革派の教育を受けたため、ワインは、ユダヤの文化、歴史、アイデンティティを人間主義的な道徳規範と共に強調しながら、神への祈りと言及をすべて除外することによって、彼と彼の信徒の哲学的な観点を反映したユダヤの礼拝を発展させた。この信徒は、現在はミシガン州のファーミントンにあるバーミンガム礼拝堂を発展させた。 ファーミントンヒルズ、ミシガン大学で、これは、以前は改革信徒だったイリノイ州とコネチカット州のウェストポートにあるグループと連合した。
1969年には、これらおよびその他の信徒団は、 人間主義ユダヤ教協会 (SHJ)の傘下に組織的に合体した。人間主義ユダヤ教協会は、アメリカ合衆国とカナダの至る所に広がる30の信徒団に属する10,000人の成員を持つ。
非宗教的な人間主義ユダヤ教の国際協会は、1986年に設立された。それは人間主義ユダヤ教の学術的、知性的な中心地である。それは1985年にエルサレムで創立され、現在は、エルサレムとイリノイ州のリンカンシャーにある2つの活動拠点を持っている。Adam Chalom氏は北アメリカの首席司祭である。 その研究所は、非専門家の信奉者向けの出版物、公開セミナー、会議に加え、広報担当者、教育者、リーダー（ヘブライ語ではmadrikhim/ot、イディッシュ語ではvegvayzerとも呼ばれる）、ラビのための専門的な教育プログラムを提供している。

## 信念と実践の原理
人間主義ユダヤ教は、モルデカイ・カプラン (再構成主義ユダヤ教の共同設立者)がこれまでに想像したよりもはるかに過激な伝統的なユダヤ教宗派からの逸脱を呈する。カプランは、神とその他の伝統的な宗教的な語彙を、自然主義者の物の見方と矛盾しんたいように、かつ、伝統的な祈りの言葉を使い続けるように再定義した。ワインは、参加者がこれらの語彙を各々が好むような定義で理解するかもしれず混乱を引き起こすものだとして、このアプローチを拒否した。ワインは、純粋に非有神論的な儀式や式典を作ることによって、哲学的な無矛盾性と信頼性を達成するために努力した。宗教的な儀式は、安息日、ロシュ・ハシャナ、ヨーム・キップール、その他のユダヤの祝日と祭日のために、しばしば祝日の意味を非宗教的で人間主義的な哲学と整合的なものにするために再解釈しつつ作られた。
人間主義ユダヤ教は、ユダヤ人としてのアイデンティティを持ち続ける事と非宗教の人々の中における連続性の問題に対する可能な解決策として発展した。会衆の信心深い生活が反映するのを認識し、ワインは、有神論を拒否した非宗教的なユダヤ人は、例えば改革礼拝堂におけるものと全く同じ形式と活動を提供しつつ純粋に非宗教的な人間主義的観点を述べた組織に属するのだろうと信じた。人間主義ユダヤ教協会と非宗教的ユダヤ教組織大会から出資を受けている国際非宗教的人間主義ユダヤ教協会は、アメリカとイスラエルのラビと他のリーダーを教育する。人間主義ユダヤ教協会は、人々を結集し、ユダヤ人としてのアイデンティティと、人生についての人間主義的な哲学と矛盾しない文化を称賛するという任務と共に組織された。

## ユダヤ人のアイデンティティと異宗教間結婚
人間主義ユダヤ教の中で、ユダヤ人としてのアイデンティティはほとんど自己同定の問題である。ラビとほかのリーダーは、ユダヤ人と非ユダヤ人の間の結婚や人間主義ユダヤ教運動を司宰する。これは、保守的または正統派のユダヤ宗派が「ユダヤ人と非ユダヤ人間の結婚はアメリカのユダヤ人の現実—個人が望む者と結婚する自由を持つ自由社会の自然な帰結...であり、異宗教間の結婚はユダヤ人間の結婚がそれ自体ではよくも悪くもないと信じるのと同様に、単によくも悪くもない。結婚の道徳上の価値はいつも人間関係の質—行き渡る互いの愛と敬意の程度に依存する。」として異宗教間結婚に対していかなる立場をとらず反対運動もしないのと異なっている。非宗教的で人間主義のラビとリーダーは、ユダヤ人と非ユダヤ人の間の異文化間の結婚も共同で司宰する。これらの、ユダヤ人のアイデンティティと異宗教間結婚に関する視点は、それらがユダヤ人の一般社会への同化を急ぎ、ユダヤ人の連続性に対して不利に作用するとして批判されている。

## 平等主義
人間主義ユダヤ教は、性と性別同定、ユダヤ的な地位、性的指向に関しては平等主義である。割礼よりも、新生児の命名式が男児にも女児にも同様に行われる。LGBTIの人だけでなく、ユダヤ人として同定される人もそうでない人も、人間主義ユダヤ教の全ての儀式や指導的役割にあらゆる方法で参加することができる。
人間主義ユダヤ教は男女どちらもラビに任命し、その一人目のラビはTamara Koltonという1999年に任命された女性である。その最初の主唱者もまた女性で、2001年に任命されたDeborah Davisである。しかしながら、人間主義ユダヤ教は主唱者の任命をやめた。人間主義ユダヤ教は1996年に声明を出し、その一部では次のように述べた："我々は、女性が道徳的権利を持つことと、中絶するかどうかを彼女自身の倫理基準に従って決める法的権利を引き続き持つべきであることを支持する。中絶の決断は重大で不可逆的な結果を伴うため、高度の注意と複雑な心理的、感情的、倫理的に引き起こされるであろう結果に対する鋭い認識の下に行われるものである。"彼らは2011年にも声明を発表し、アメリカの衆議院による"No Taxpayer Funding for Abortion Act"の句を"女性の選択する権利に対する直接的な攻撃"と呼び批判した。